# Язвинцы (Светлогорский район)
Язвинцы (бел. Язвінцы) — деревня в Красновском сельсовете Светлогорского района Гомельской области Беларуси. 
Кругом лес.

## География

### Расположение
В 57 км на северо-запад от Светлогорска, 10 км от железнодорожной станции Мошны (на ветке Бобруйск — Рабкор от линии Осиповичи — Жлобин), 167 км от Гомеля.

## Транспортная сеть
Транспортные связи по просёлочной, затем автомобильной дороге Бобруйск — Речица. Планировка состоит из короткой прямолинейной улицы, ориентированной с юго-востока на северо-запад, к которой на севере присоединяется короткая прямолинейная улица. Застройка двусторонняя, деревянная, усадебного типа.

## История
Согласно письменным источникам известна с XIX века как селение в Брожской волости Бобруйского уезда Минской губернии. Обозначена на карте 1866 года, которая использовалась Западной мелиоративной экспедицией, работавшей в этих местах в 1890-е годы. В 1930 году организован колхоз. Во время Великой Отечественной войны в ноябре 1943 года оккупанты полностью сожгли деревню и убили 6 жителей.

## Население

### Численность
- 2021 год — 11 жителей

### Динамика
- 1908 год — 31 двор, 179 жителей
- 1925 год — 45 дворов
- 1940 год — 65 дворов, 229 жителей
- 1959 год — 243 жителя (согласно переписи)
- 2004 год — 19 хозяйств, 32 жителя
- 2021 год — 11 жителей